# Carausius emeiensis
Carausius emeiensis är en insektsart som beskrevs av Chen, S.C. och Yun He He 2008. Carausius emeiensis ingår i släktet Carausius och familjen Phasmatidae. Inga underarter finns listade.